# پارک ملی ولوزوم
پارک ملی ولوزوم (به هلندی: Nationaal Park Veluwezoom) یک منطقهٔ مسکونی و جنگل در هلند است که در خلدرلاند واقع شده‌است.